# Celice
«Celice» es el primer sencillo del octavo álbum de estudio de a-ha, Analogue.
Celice es la canción con la que el álbum da comienzo.
Fue lanzado en Alemania y Noruega el 7 de octubre de 2005 y en Suecia el 24 del mismo mes.

## Vídeo musical
El vídeo fue grabado en Berlín y dirigido por Jörn Heitmann. Se trata de un vídeo con temática quizás algo chocante ya que a-ha no está acostumbrados a tratar ciertos temas en su música. La noticia de la grabación del vídeo en la página oficial, a-ha.com, titulaba "Sexo, sadomasoquismo y rock n roll en el nuevo video Celice".
Tal fue el impacto que el vídeo que llegó a los canales de música era una versión censurada del original. Más adelante el álbum de estudio traía la edición "explícita" del vídeo.
El vídeo se ha comercializado a través del sencillo y del álbum de estudio. Además en el DVD de la edición limitada de Analogue se incluía el mismo vídeo pero con una remacla de Thomas Schumacher en lugar de la música original.
Existe además en Grecia un DVD promocional que incluye ambas versiones del vídeo denominadas Soft Version y Explicit Version.

## Temas del sencillo
El listado de temas varía con la edición, nacionalidad y formato (CD y 12") del sencillo.

### Sencillo 12"
Fue lanzado sólo en Alemania y se trata en realidad de tres vinilos de 12". Cada vinilo incluye diferentes remezclas de Celice dependiendo del autor de los mismos.
Celice (Thomas Schumacher Remixes):
- 1. Celice (Thomas Schumacher Remix) (cara A)
- 2. Celice (Thomas Schumacher Dubmix) (cara B)

Celice (Paul van Dyk Remixes):
- 1. Celice (Paul van Dyk Vocalized Club Mix) (cara A)
- 2. Celice (Paul van Dyk Extended Mix) (cara A)
- 3. Celice (Paul van Dyk Clubmix) (cara B)

Celice (Boris Dlugosch Remixes):
- 1. Celice (Boris Dlugosch Remix) (cara A)
- 2. Celice (Boris Dlugosch Remix Instrumental) (cara B)

### CD-Sencillo

#### Promocional
Ucrania, Suecia, Polonia, Noruega e Italia:
- 1. Celice (Radio Cut) (3:28)

Dinamarca:
Incluye nada menos que 6 remezclas, lo que lo convierte en el sencillo más amplio pese a su carácter promocional.
- 1. Celice (Radio Cut)
- 2. Celice (Paul Van Dyk's Radio Edit)
- 3. Celice (Thomas Schumacher Remix)
- 4. Celice (Boris Dlugosch Remix)
- 5. Celice (Paul van Dyk's Extended Mix)
- 6. Celice (Paul van Dyk's Vocalized Clubmix)

Alemania (edición promocional limitada):
- 1. Celice (Radio Cut)
- 2. Celice (Live at Frognerparken)
- 3. Celice (Paul Van Dyk's Radio Edit)
- 4. The Summers Of Our Youth

#### Sencillo comercial
Noruega:
- 1. Celice (Radio Cut)
- 2. Celice (Thomas Schumacher Remix)

Alemania:
- 1. Celice (Radio Cut)^
- 2. Celice (Live at Frognerparken)

Una edición más amplia, titulada Celice The Remixes, contiene:
- 1. Celice (Radio Cut)
- 2. Celice (Thomas Schumacher Remix)
- 3. Celice (Boris Dlugosch Remix)
- 4. Celice (Paul van Dyk's Extended Mix)
- 5. Celice (Paul van Dyk's Vocalized Clubmix)

Alemania / Noruega:
- 1. Celice (Radio Cut)
- 2. Celice (Live at Frognerparken)
- 3. Celice (Paul Van Dyk's Radio Edit)
- 4. The Summers Of Our Youth
- 5. Celice (Video)

- Datos: Q4035957